# Partit Popular de Cambodja
El Partit Popular de Cambodja (en khmer:  គណបក្សប្រជាជនកម្ពុជា, Kanakpak Pracheachon Kâmpuchéa) és el partit de govern del Regne de Cambodja en coalició amb el partit real Funcinpec. L'actual primer ministre de Cambodja, Hun Sen, és membre del PPC. Altres partits d'oposició han fet l'intent de conformar una unitat per combatre corrupció a l'interior del PPC i del Funcinpec, però el poder dels dos partits de govern ha evitat en moltes ocasions aquest propòsit.

## Inicis
El KPRP (segons les inicials en l'idioma khmer descendeix de l'antic Partit Comunista Indoxinès (PCI) que va tenir un paper determinant en la resistència que Cambodja, Laos i Vietnam van avançar contra el colonialisme francès i l'intervencionisme nord-americà i japonès. De la part cambodjana destaquen Són Ngoc Minh i Tou Samouth, capdavanteres de la resistència anticolonial que es van denominar "Khmer Issarak" (khmers lliures) i que sent membres del PCI van fundar el KPRP, és a dir, la part cambodjana, a l'agost de 1951. La decisió de separar la secció cambodjana va venir de l'II Congrés del Partit Comunista d'Indoxina celebrat en el mes de febrer d'aquest mateix any i en el que es va concloure la necessitat de dissoldre aquest partit i dividir-lo en els tres partits de les tres nacions de Indoxina. El 30 de setembre de 1960 el Partit Popular de Cambodja va canviar el seu nom per Partit dels Obrers de Kampuchéa (POK). Un professor que havia estat educat a França i on havia format un capítol cambodjà a l'interior del Partit Comunista Francès al que va anomenar "Grup d'Estudi de París" anomenat Saloth Sar i que després passaria a la història com Pol Pot, comença a tenir una àmplia influència en el jove partit comunista khmer. En 1966, poc després d'una visita de Saloth Sar a líders comunistes a la Xina, el partit obté un nou nom: "Partit Comunista Khmer".
El PPC va començar fermament com un partit marxista-leninista. Dominat enterament pels khmers rojos fins a la seva decadència en els anys 80, el partit va estar al centre de la gènesi i el final de la República de Kamputxea Democràtica. Tindrà llavors una reforma substancial a mitjans dels anys 80 quan alguns membres assenyalen alguns problemes amb la col·lectivització i conclouen que la propietat privada ha de tenir un paper en la societat cambodjana.

## En el poder
El Partit Revolucionari del Poble de Kamputxea va ser el partit de govern de la República Popular de Kamputxea entre 1979 i 1991 després de la decadència de la Kamputxea Democràtica dominada pels Khmers Rojos. Després del procés de pau i reconciliació promogut per les Nacions Unides, el partit rep un nou i definitiu nom: Partit Popular de Cambodja (PPC o KPRP en les seves sigles en khmer). Aquest va arribar al poder després de la invasió llançada per Vietnam a Cambodja en 1979 que va enderrocar a Pol Pot. Ajudat pels vietnamites, va haver d'enfrontar una nova insurrecció conformada pels Khmers Rojos, el partit real Funcinpec i el Front d'Alliberament Nacional del Poble Khmer. Aquests partits, encara que enfrontats en les seves pròpies ideologies, van conformar un front unit per combatre el PPC, al com acusaven de ser un titella de Hanoi.
Molts membres del PPC van ser antics khmers rojos que havien desertat d'aquest moviment i s'havien refugiat a Vietnam després de testimoniar les conseqüències desastroses d'un règim d'un radicalisme extrem com va ser el de la Kamputxea Democràtica i les seves polítiques xenòfobes i antiprogresistes. Molts d'ells, entre els quals prominents líders com Heng Samrin i Hun Sen, eren membres de l'anomenada Zona Est dels Khmers rojos, prop de la frontera amb Vietnam i després participarien en la invasió vietnamita a Cambodja per enderrocar a Pol Pot.